# Pepsi-Cola ILTF Grand Prix 1970
El 'Pepsi-Cola ILTF Grand Prix 1970 és el circuit de tennis professional masculí de l'any 1970 organitzat per l'International Lawn Tennis Federation (ILTF). Fou l'edició inaugural del circuit de tennis Grand Prix i consistia amb els torneigs de tennis reconeguts per la ILTF. Els torneigs es disputaren entre el 27 d'abril i el 9 de desembre de 1970.
Els torneigs es van classificar en tres categories que determinava la quantitat de punts pel rànquing: Classe A (tres Grand Slams), Classe 1 (5) i Classe 2 (20), amb un total de 20 torneigs. Els torneigs Pepsi-Cola Masters i la final de la Copa Davis van ser incloses en el calendari però no comptaven pel circuit. En el Masters hi van accedir els sis primers classificats del rànquing.

## Calendari
Taula sobre el calendari complet dels torneigs que pertanyen a la temporada 1970 del Grand Prix. També s'inclouen els vencedors dels quadres individuals i dobles de cada torneig.
| Llegenda                 |
| ------------------------ |
| Class A (Grand Slam)     |
| Grand Prix Masters       |
| Class 1                  |
| Class 2                  |
| Esdeveniments per equips |

| Data d'inici   | Torneig         | Superfície   | Guanyador/s                     | Finalista/es                         |
| -------------- | --------------- | ------------ | ------------------------------- | ------------------------------------ |
| 27 d'abril     | Bournemouth     | Terra batuda | Mark Cox                        | Bob Hewitt                           |
| 27 d'abril     | Bournemouth     | Terra batuda | Tom Okker / Tony Roche          | William Bowrey / Owen Davidson       |
| 27 d'abril     | Bournemouth     | Terra batuda | Billie Jean King / Bob Hewitt   | Virginia Wade / Bob Maud             |
| 4 de maig      | Roland Garros   | Terra batuda | Jan Kodeš                       | Željko Franulović                    |
| 4 de maig      | Roland Garros   | Terra batuda | Ilie Năstase / Ion Ţiriac       | Arthur Ashe / Charlie Pasarell       |
| 4 de maig      | Roland Garros   | Terra batuda | Billie Jean King / Bob Hewitt   | Françoise Dürr / Jean-Claude Barclay |
| 22 de juny     | Wimbledon       | Gespa        | John Newcombe                   | Ken Rosewall                         |
| 22 de juny     | Wimbledon       | Gespa        | John Newcombe / Tony Roche      | Ken Rosewall / Fred Stolle           |
| 22 de juny     | Wimbledon       | Gespa        | Rosemary Casals / Ilie Năstase  | Olga Morozova / Alex Metreveli       |
| 6 de juliol    | Bastad          | Terra batuda | Dick Crealy                     | Georges Goven                        |
| 6 de juliol    | Bastad          | Terra batuda | Dick Crealy / Allan Stone       | Jan Kodeš / Željko Franulović        |
| 13 de juliol   | Washington D.C. | Terra batuda | Cliff Richey                    | Arthur Ashe                          |
| 13 de juliol   | Washington D.C. | Terra batuda | Bob Hewitt / Frew McMillan      | Ilie Năstase / Ion Ţiriac            |
| 20 de juliol   | Cincinnati      | Terra batuda | Ken Rosewall                    | Cliff Richey                         |
| 20 de juliol   | Cincinnati      | Terra batuda | Ilie Năstase / Ion Ţiriac       | Bob Hewitt / Frew McMillan           |
| 27 de juliol   | Indianapolis    | Terra batuda | Cliff Richey                    | Stan Smith                           |
| 27 de juliol   | Indianapolis    | Terra batuda | Arthur Ashe / Clark Graebner    | Ilie Năstase / Ion Ţiriac            |
| 3 d'agost      | Louisville      | Gespa        | Rod Laver                       | John Newcombe                        |
| 3 d'agost      | Louisville      | Gespa        | John Newcombe / Tony Roche      | Roy Emerson / Rod Laver              |
| 3 d'agost      | Múnic           | Terra batuda | Ion Ţiriac                      | Niki Pilić                           |
| 3 d'agost      | Múnic           | Terra batuda | Owen Davidson / Niki Pilić      | Bob Hewitt / Frew McMillan           |
| 10 d'agost     | Boston          | Dura         | Tony Roche                      | Rod Laver                            |
| 10 d'agost     | Boston          | Dura         | Roy Emerson / Rod Laver         | Ismail El Shafei / Torben Ulrich     |
| 24 d'agost     | Merion          | Gespa        | Ray Ruffels                     | Jaime Fillol                         |
| 24 d'agost     | Merion          | Gespa        | William Bowrey / Ray Ruffels    | Jim McManus / Jim Osborne            |
| 24 d'agost     | Copa Davis      |              | Estats Units                    | Alemanya Occidental                  |
| 31 d'agost     | South Orange    | Gespa        | Rod Laver                       | Bob Carmichael                       |
| 31 d'agost     | South Orange    | Gespa        | Patricio Cornejo / Jaime Fillol | Andrés Gimeno / Rod Laver            |
| 7 de setembre  | US Open         | Gespa        | Ken Rosewall                    | Tony Roche                           |
| 7 de setembre  | US Open         | Gespa        | Pierre Barthès / Nikola Pilić   | Roy Emerson / Rod Laver              |
| 7 de setembre  | US Open         | Gespa        | Margaret Court / Marty Riessen  | Judy Tegart / Frew McMillan          |
| 21 de setembre | Los Angeles     | Dura         | Rod Laver                       | John Newcombe                        |
| 21 de setembre | Los Angeles     | Dura         | Tom Okker / Marty Riessen       | Bob Lutz / Stan Smith                |
| 28 de setembre | Berkeley        | Dura         | Arthur Ashe                     | Cliff Richey                         |
| 28 de setembre | Berkeley        | Dura         | Bob Lutz / Stan Smith           | Roy Barth / Tom Gorman               |
| 18 d'octubre   | Phoenix         | Dura         | Stan Smith                      | Jim Osborne                          |
| 18 d'octubre   | Phoenix         | Dura         | Dick Crealy / Ray Ruffels       | Jan Kodeš / Charlie Pasarell         |
| 1 de novembre  | Estocolm        | Dura         | Stan Smith                      | Arthur Ashe                          |
| 1 de novembre  | Estocolm        | Dura         | Arthur Ashe / Stan Smith        | Bob Carmichael / Owen Davidson       |
| 8 de novembre  | Buenos Aires    | Dura         | Željko Franulović               | Manuel Orantes                       |
| 8 de novembre  | Buenos Aires    | Dura         | Bob Carmichael / Ray Ruffels    | Željko Franulović / Jan Kodeš        |
| 8 de novembre  | París           | Moqueta      | Arthur Ashe                     | Marty Riessen                        |
| 16 de novembre | Londres         | Moqueta      | Rod Laver                       | Cliff Richey                         |
| 16 de novembre | Londres         | Moqueta      | Ken Rosewall / Stan Smith       | Ilie Năstase / Ion Ţiriac            |
| 9 de desembre  | Tòquio          | Moqueta      | Stan Smith                      | Rod Laver                            |
| 9 de desembre  | Tòquio          | Moqueta      | Arthur Ashe / Stan Smith        | Jan Kodeš / Rod Laver                |

## Estadístiques
La següent taula mostra el nombre de títols aconseguits de forma individual (I), dobles (D) i dobles mixtes (X) aconseguits per cada tennista i també per països durant la temporada 1970. Els torneigs estan classificats segons la seva categoria dins el calendari Grand Prix 1970: Class A (Grand Slams), Grand Prix Masters, Class 1 i Class 2. L'ordre del jugadors s'ha establert a partir del nombre total de títols i llavors segons la categoria dels títols.

### Títols per tennista
| Total | Tennista          | Class A | Class A | Class A | Grand Prix Masters | Grand Prix Masters | Class 1 | Class 1 | Class 2 | Class 2 | Class 2 | Resum | Resum | Resum |
| Total | Tennista          | I       | D       | X       | I                  | D                  | I       | D       | I       | D       | X       | I     | D     | X     |
| ----- | ----------------- | ------- | ------- | ------- | ------------------ | ------------------ | ------- | ------- | ------- | ------- | ------- | ----- | ----- | ----- |
| 7     | Stan Smith        |         |         |         | 1                  | 1                  |         | 1       | 2       | 2       |         | 3     | 4     | 0     |
| 5     | Arthur Ashe       |         |         |         |                    | 1                  |         | 1       | 2       | 1       |         | 2     | 3     | 0     |
| 5     | Rod Laver         |         |         |         |                    |                    | 2       | 1       | 2       |         |         | 4     | 1     | 0     |
| 4     | Tony Roche        |         | 1       |         |                    |                    | 1       |         |         | 2       |         | 1     | 3     | 0     |
| 4     | Ray Ruffels       |         |         |         |                    |                    |         | 1       | 1       | 2       |         | 1     | 3     | 0     |
| 3     | John Newcombe     | 1       | 1       |         |                    |                    |         |         |         | 1       |         | 1     | 2     | 0     |
| 3     | Ilie Năstase      |         | 1       | 1       |                    |                    |         |         |         | 1       |         | 0     | 2     | 1     |
| 3     | Ken Rosewall      | 1       |         |         |                    |                    |         | 1       | 1       |         |         | 2     | 1     | 0     |
| 3     | Ion Ţiriac        |         | 1       |         |                    |                    |         |         | 1       | 1       |         | 1     | 2     | 0     |
| 3     | Bob Hewitt        |         |         | 1       |                    |                    |         |         |         | 1       | 1       | 0     | 1     | 2     |
| 3     | Dick Crealy       |         |         |         |                    |                    | 1       | 1       |         | 1       |         | 1     | 2     | 0     |
| 2     | Marty Riessen     |         |         | 1       |                    |                    |         | 1       |         |         |         | 0     | 1     | 1     |
| 2     | Cliff Richey      |         |         |         |                    |                    | 1       |         | 1       |         |         | 1     | 1     | 0     |
| 2     | Tom Okker         |         |         |         |                    |                    |         | 1       |         | 1       |         | 0     | 2     | 0     |
| 1     | Jan Kodeš         | 1       |         |         |                    |                    |         |         |         |         |         | 1     | 0     | 0     |
| 1     | Pierre Barthès    |         | 1       |         |                    |                    |         |         |         |         |         | 0     | 1     | 0     |
| 1     | Nikola Pilić      |         | 1       |         |                    |                    |         |         |         |         |         | 0     | 1     | 0     |
| 1     | Željko Franulović |         |         |         |                    |                    | 1       |         |         |         |         | 1     | 0     | 0     |
| 1     | Bob Carmichael    |         |         |         |                    |                    |         | 1       |         |         |         | 0     | 1     | 0     |
| 1     | Roy Emerson       |         |         |         |                    |                    |         | 1       |         |         |         | 0     | 1     | 0     |
| 1     | Clark Graebner    |         |         |         |                    |                    |         | 1       |         |         |         | 0     | 1     | 0     |
| 1     | Allan Stone       |         |         |         |                    |                    |         | 1       |         |         |         | 0     | 1     | 0     |
| 1     | Mark Cox          |         |         |         |                    |                    |         |         | 1       |         |         | 1     | 0     | 0     |
| 1     | William Bowrey    |         |         |         |                    |                    |         |         |         | 1       |         | 0     | 1     | 0     |
| 1     | Patricio Cornejo  |         |         |         |                    |                    |         |         |         | 1       |         | 0     | 1     | 0     |
| 1     | Jaime Fillol      |         |         |         |                    |                    |         |         |         | 1       |         | 0     | 1     | 0     |
| 1     | Bob Lutz          |         |         |         |                    |                    |         |         |         | 1       |         | 0     | 1     | 0     |
| 1     | Frew McMillan     |         |         |         |                    |                    |         |         |         | 1       |         | 0     | 1     | 0     |

### Títols per país
| Total | País           | Class A | Class A | Class A | Grand Prix Masters | Grand Prix Masters | Class 1 | Class 1 | Class 2 | Class 2 | Class 2 | Resum | Resum | Resum |
| Total | País           | I       | D       | X       | I                  | D                  | I       | D       | I       | D       | X       | I     | D     | X     |
| ----- | -------------- | ------- | ------- | ------- | ------------------ | ------------------ | ------- | ------- | ------- | ------- | ------- | ----- | ----- | ----- |
| 19    | Austràlia      | 2       | 1       |         |                    |                    | 4       | 4       | 4       | 5       |         | 10    | 9     | 0     |
| 14    | Estats Units   |         | 1       | 1       | 1                  | 1                  | 1       | 3       | 4       | 2       |         | 7     | 6     | 1     |
| 4     | Romania        |         | 1       | 1       |                    |                    |         |         | 1       | 1       |         | 1     | 2     | 1     |
| 3     | Sud-àfrica     |         | 1       |         |                    |                    |         |         |         | 1       | 1       | 0     | 1     | 2     |
| 2     | Iugoslàvia     |         | 1       |         |                    |                    | 1       |         |         |         |         | 1     | 1     | 0     |
| 2     | Països Baixos  |         |         |         |                    |                    |         | 1       |         | 1       |         | 0     | 2     | 0     |
| 1     | Txecoslovàquia | 1       |         |         |                    |                    |         |         |         |         |         | 1     | 0     | 0     |
| 1     | França         |         | 1       |         |                    |                    |         |         |         |         |         | 0     | 1     | 0     |
| 1     | Regne Unit     |         |         |         |                    |                    |         |         | 1       |         |         | 1     | 0     | 0     |
| 1     | Xile           |         |         |         |                    |                    |         |         |         | 1       |         | 0     | 1     | 0     |

## Rànquings
| 1  | Cliff Richey      | 60 | 25.000 |
| 2  | Arthur Ashe       | 55 | 17.000 |
| 3  | Ken Rosewall      | 53 | 15.000 |
| 4  | Rod Laver         | 51 | 12.000 |
| 5  | Stan Smith        | 47 | 10.500 |
| 6  | Željko Franulović | 35 | 9.500  |
| 7  | John Newcombe     | 35 | 8.500  |
| 8  | Jan Kodeš         | 33 | 7.500  |
| 9  | Tony Roche        | 32 | 6.500  |
| 10 | Bob Carmichael    | 31 | 6.000  |
| 11 | Georges Goven     | 25 | 5.500  |
| 12 | Ilie Năstase      | 25 | 5.000  |
| 13 | Dick Crealy       | 24 | 4.500  |
| 14 | Ray Ruffels       | 22 | 4.000  |
| 15 | Clark Graebner    | 22 | 3.500  |
| 16 | Dennis Ralston    | 22 | 3.000  |
| 17 | Jaime Fillol      | 20 | 2.500  |
| 18 | Ion Ţiriac        | 19 | 2.000  |
| 19 | Cliff Drysdale    | 19 | 1.500  |
| 20 | Roy Emerson       | 19 | 1.000  |

## Distribució de punts
| Categoria | G  | F  | SF | QF | 9è−16è | 17è−32è |
| Class A   | 15 | 10 | 7  | 5  | 3      | 2       |
| Class 1   | 11 | 7  | 5  | 3  | 2      | –       |
| Class 2   | 8  | 6  | 4  | 2  | 1      | –       |